# Ingeborg
Ingeborg je žensko osebno ime.

## Izvor imena
Ime Ingeborg je različica ženskih osebnih imen Inge oziroma Ingrid. Ime je zloženo iz imena germanskega plemenskega boga Ingwio in starovisokonemške besede burg v pomenu »grad, utrdba«.

## Pogostost imena
Po podatkih Statističnega urada Republike Slovenije je bilo na dan 31. decembra 2007 v Sloveniji število ženskih oseb z imenom Ingeborg: 54.